# Hanna Gulińska
Hanna Gulińska – polska chemiczka, dr hab. nauk chemicznych, profesor nadzwyczajny Zakładu Dydaktyki Chemii Wydziału Chemii Uniwersytetu im. Adama Mickiewicza w Poznaniu.

## Życiorys
W 1973 ukończyła studia chemiczne na Uniwersytecie im. Adama Mickiewicza, natomiast w 1982 uzyskała doktorat za pracę dotyczącą oddziaływania międzycząsteczkowych trójalkoksów silanów z rozpuszczalnikami organicznymi i ich wpływ na reaktywność wiązania Si-H w obecności elektrofilowych odczynników, a 26 października 1998 uzyskała habilitację za pracę o strategii multimedialnego kształcenia chemicznego.
23 lipca 2008 została zatrudniona na stanowisku profesora nadzwyczajnego w Zakładzie Dydaktyki Chemii na Wydziale Chemii Uniwersytetu im. Adama Mickiewicza w Poznaniu oraz jest członkinią Polskiej Komisji Akredytacyjnej PKA Zespołu Nauk Ścisłych i Komitetu Chemii III Wydziału Nauk Ścisłych i Nauk o Ziemi Polskiej Akademii Nauk. Jest recenzentem dwóch prac doktorskich i promotorem kolejnych 5 prac doktorskich.

## Wybrane publikacje
- Miejsce i rola środków multimedialnych w nauczaniu chemii[1]
- Organizacja kształcenia chemicznego z wykorzystaniem multimediów, Komputer w Szkole 2, 1998, s. 27-39[1]
- 2001: Przykładowe doświadczenia dla przedmiotu Przyroda[1]
- 2005: Eksperyment chemiczny jako element kształcenia chemicznego wspomaganego multimedialnie[1]